# Causa qüestionable
Les fal·làcies de causa qüestionable, és a dir, les  fal·làcies causals o non causa pro causa, són fal·làcies informals en què una causa és identificada de manera incorrecta.
Algunes d'aquestes són:
- La correlació de dos implica que un n'és la causa o també (Cum hoc, ergo propter hoc).
- Fal·làcia de l'única causa o efecte conjunció, o relació fictícia o relació espúria: aquesta fal·làcia es produeix en pensar que hi ha una única causa per a la consecució d'un efecte quan en realitat n'és la combinació de diverses. És anomenada també relació fictícia perquè es crea una relació fictícia entre l'única causa proposta i el seu efecte, quan la realitat és que hi ha una o diverses causes que es desconeixen anomenades variables ocultes que, només en conjunció o per si soles, és a dir, sense necessitat fins i tot de la causa proposada, desencadenen l'efecte. Ex.: Puja la venda de gelats. Alguns veuen relació causa - efecte entre la baixada de preus dels gelats i l'augment de vendes. No obstant això, aquesta va poder ser deguda a l'onada de calor i l'increment de màrqueting.
- Circularitat a causa conseqüència: és una fal·làcia lògica en què la conseqüència d'un fenomen és cridat a ser l'arrel o causa principal del problema. Això és anomenat moltes vegades com fal·làcia de l'ou o la gallina. Un cicle o circularitat molt comú en causa i conseqüència és que un no pot tenir una feina sense experiència, però no pot adquirir experiència sense feina. Aquesta fal·làcia es resol trencant el cicle de només dues possibilitats i introduint noves possibilitats o ampliant l'espectre d'accepcions en la definició dels termes.
- Post hoc ergo propter hoc.